# 平道二
平道二（室女座82，82 Vir）是室女座的一颗恒星，视星等为+5.0，距离地球约510光年。